# Necrologio

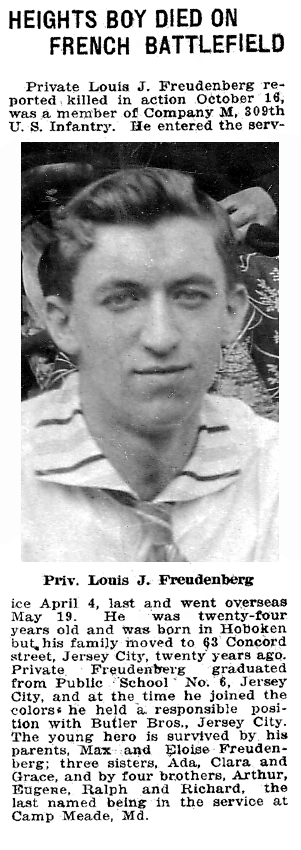
Esempio di necrologio

Il necrologio, o necrologia, è una forma di annuncio funebre, di lunghezza variabile, che si pubblica su giornali e riviste in seguito alla morte: comprende generalità e una piccola biografia, pubblicata, in genere, con l'intenzione di rendere omaggio al defunto.

## Storia
In epoca antica si usavano discorsi ed elogi funebri come quelli di Giulio Cesare. In seguito con l'avvento della stampa vi fu ampia diffusione dell'utilizzo dei necrologi. I dati riportati del defunto erano solo quelli essenziali (nome, date di nascita e di morte e causa del decesso). In seguito, nel XIX secolo John Thadeus Delane (1817-1879), editore inglese del Times, iniziò ad ampliarli con informazioni sulla vita e foto, ottenendo un grande successo. Nel XX secolo la rivista The Economist dedicava ai necrologi una pagina a settimana con informazioni complete sui personaggi deceduti.
Il coccodrillo è una forma atipica di necrologio, scritta in anticipo, su personaggi noti.